# Municipalità locale di Greater Kokstad
La municipalità locale di Greater Kokstad (in inglese Greater Kokstad Local Municipality) è una municipalità locale del Sudafrica appartenente alla municipalità distrettuale di Harry Gwala, nella provincia di KwaZulu-Natal. In base al censimento del 2001 la sua popolazione è di 56.528 abitanti.
La sede amministrativa e legislativa è la città di Kokstad e il suo territorio si estende su una superficie di 2.679 km² ed è suddiviso in 6 circoscrizioni elettorali (wards). Il suo codice di distretto è KZN433.

## Geografia fisica

### Confini
La municipalità locale di Greater Kokstad confina a nord con quella di Kwa-Sani e con il District Management Area KZDMA43, a est con quelle di uMuziwabantu (Ugu) e Umzimkhulu, a sud con quelle di Mbizana (Oliver Tambo/Provincia del Capo Orientale) e Umzimvubu (Alfred Nzo/Provincia del Capo Orientale) e a ovest con quella di Matatiele (Alfred Nzo/Provincia del Capo Orientale) e con il Lesotho.

### Città e comuni
- Bhongweni
- Bonny Ridge
- Franklin
- Mount Currie
- Kingscote
- Kokstad
- New Amalfi
- Swartberg

### Fiumi
- Droewig
- Krom
- Little Bisi
- Mvalweni
- Mzimvubu
- Mzintlava
- Ndawana
- Riet

### Dighe
- Crystal Springs Dam
- Elandskuil Dam
- Hopewell Dam
- Poortjie Dam